# Ситимобил
«Ситимо́бил» — онлайн-сервис заказа такси, доставки и грузоперевозок. На 2024 год такси «Ситимобил» остается на рынке и будет функционировать в обычном режиме, предоставляя клиентам качественные услуги.

## История
Такси «Ситимобил» исторически являлся традиционными офлайн оператором такси в Москве. В 2018 году таксопарк занимал 2-е место поездкам в Москве в количественном измерении. На конец 2018 года, по данным отчёта Аналитического центра при Правительстве РФ, на общероссийском рынке «Ситимобил» занимал около 1 %. Выручка управляющей компании в 2018 году составила 1,07 млрд руб. Убыток составил 3,63 млрд руб.
В 2019 году произошло переформатирование таксопарка в агрегатор транспортных услуг и доставки еды с расширенной географией деятельности. В середине 2019 года в Ситимобил инвестировали VK и Сбербанк. 9 декабря 2019 года было объявлено о завершении сделки, в результате которой «Ситимобил» стал частью совместного предприятия в сфере еды и транспорта, созданного VK и Сбербанком. 5 марта основатель «Ситимобила» Арам Аракелян вышел из капитала компании.
21 апреля 2021 года «Ситимобил» добавил в своё приложение аренду автомобилей из сервиса YouDrive, который был переименован в «Ситидрайв». Приложение объединило заказ такси, аренду автомобиля и аренду электросамокатов URent. В августе 2021 «Ситимобил» запустил свой первый финансовый продукт, начав кредитовать таксопарки на сумму до 50 млн рублей на ремонт, покупку шин, страховку и другие расходы.
11 марта 2022 года акционеры заявили о закрытии сервиса.

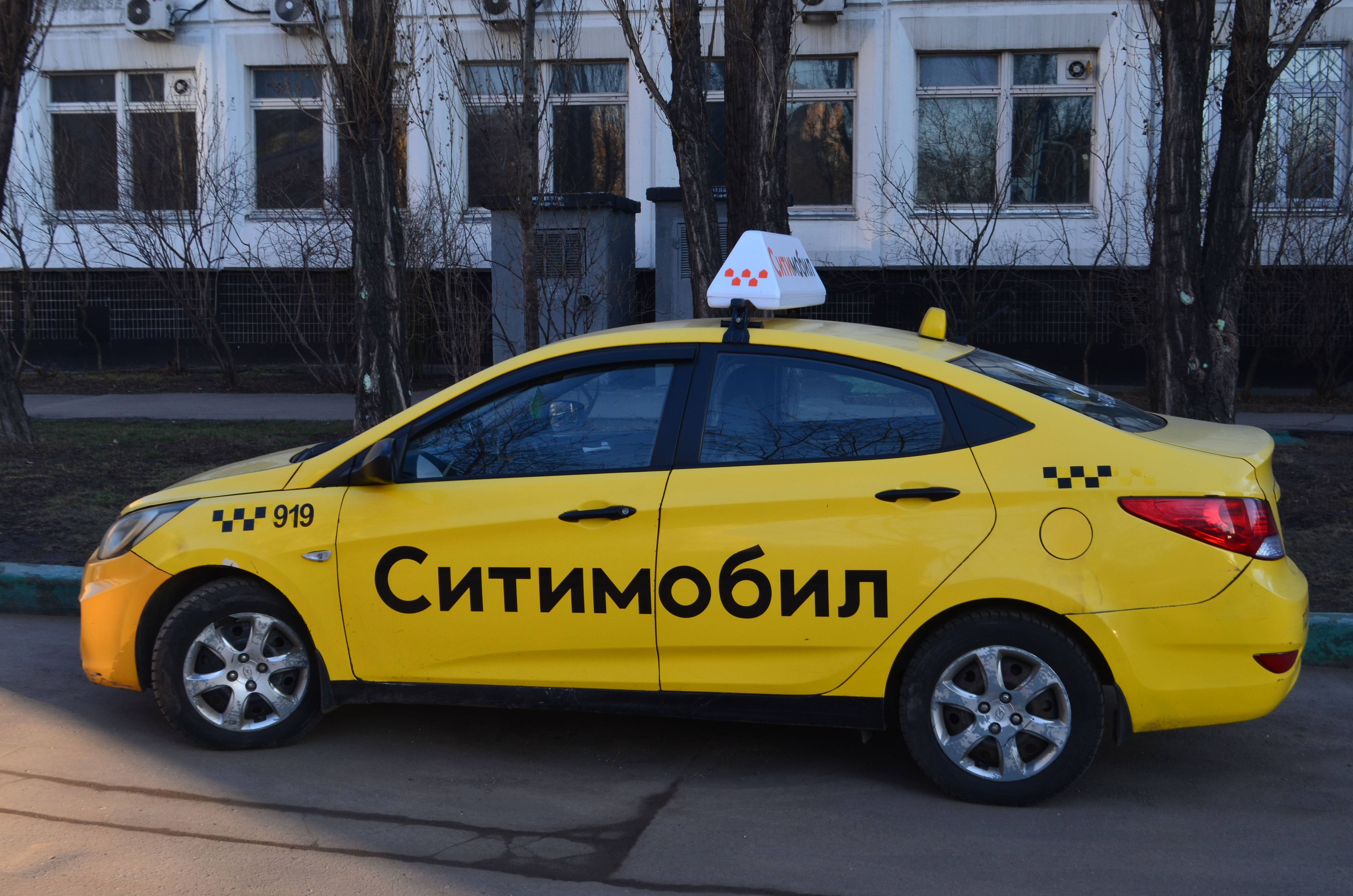
Автомобиль в Москве в 2020 году

15 апреля 2022 года вышло обновление приложения «Ситимобил» (версия 4.92) с описанием «Всё работает. Едем дальше», сервис продолжил свою работу. Вместе с тем СМИ сообщили о том, что холдинг Сбербанка и VK (юридическое лицо ООО «О2О Холдинг»), которому принадлежит сервис, договорился о продаже части активов «Ситимобила» управляющей компании People&People. Последняя владеет такими сервисами, как «Грузовичкоф», «Таксовичкоф» и некоторыми другими. Сделка будет закрыта во втором квартале 2022 года, её сумма не раскрывается.
15 апреля 2022 года «Ситимобил» не прекратил свою работу, как планировалось ранее. Вместо этого компания выпустила обновление. «Все работает. Едем дальше»: планировавший закрыться «Ситимобил» обновил приложение! 
1 мая 2022 года была завершена передача активов Ситимобил новым владельцам. С этого момента сервис Ситимобил официально принадлежит ООО «Транс-Миссия» (служба заказа такси «Таксовичкоф», входит в УК People&People).
4 декабря 2022 на устройствах iOS и Android в 30 городах России стал доступен тариф Грузовой. Сейчас на выбор доступны 4 тарифных плана: «Мини» (до 500 кг), «Маленький» (до 700 кг), «Средний» (до 1,5 т), «Большой» (до 1,5 т с увеличенными габаритами автомобиля). В 2023 году сервис собирается  добавить еще два тарифа: «Экстра большой» (до 5 т) и «Открытый» (бортовой автомобиль до 1,5 т). Также сервис добавил услуги грузчиков. Они доступны для всех пользователей СитиГрузового.
23 июня 2023 в приложении «Ситимобил» появилась функция «Ускоритель заказов». Функция работает по следующему алгоритму: когда клиент делает заказ, но не может сразу его получить, он может немного подождать и начать самостоятельно повышать его стоимость в приложении.
18 января 2024 в приложении «Ситимобил» появился тариф «Эвакуатор».